# Gradac - Stupanj
Gradac - Stupanj (cyr. Градац - Ступањ) – wieś w Bośni i Hercegowinie, w Republice Serbskiej, w mieście Bijeljina. W 2013 roku liczyła 509 mieszkańców.